# Нора Аболінс
Нора Сильвія Аболінс (латис. Nora Silvija Āboliņa; нар. 7 грудня 1992, Бельвіль, Онтаріо, Канада) — латвійська футболістка, воротар. Народилася в Канаді, але виступала за жіночу збірну Латвії.

## Ранні роки
Виросла в селищі Деморествілль, штат Онтаріо.

## Кар'єра в коледжі
Навчалася в Університеті Мерсі в Детройті, штат Мічиган, а також в Університеті Західного Кентуккі в Боулінг-Гріні, штат Кентуккі, обидва — в Сполучених Штатах Америки.

## Клубна кар'єра
У 2015 році приєдналася до «Дарем Юнайтед» з Ліги 1 Онтаріо. Допомогла команді здобути титул чемпіона штату, зіграла всі 18 матчів ліги, при цьому пропустила лише вісім м'ячів. Завдяки вдалим виступам визнана найкращим воротарем року Ліги 1 Онтаріо та нагороджена званням Найцінніша гравчиня чемпіонату.
Її гра «Даремі» привернув увагу європейських команд, і в 2016 році вона приєдналася до КвБІК (Карлштадт) в Еліттані, другому за силою шведському дивізіоні. У 2017 році приєдналася до іншої шведської команди, «Естерсундс». Згодом приєдналася до «Еребру» з Дамаллсвенскана.
У 2021 році повернулася до Ліги 1 Онтаріо, де виступала з «Вон Аззуррі».

## Кар'єра в збірній
Отримала виклик до національної збірної Латвії викликали до Кубку Балтії та турнір жіночої національної збірної Туреччини.

## Кар'єра тренера
Після цього приєдналася до університету Раєрсона як помічник головного тренера.